# Oldřichov (Dobev)
Oldřichov je vesnice, část obce Dobev v okrese Písek v Jihočeském kraji. Nachází se asi pět kilometrů severovýchodně od Dobeve. Oldřichov leží v katastrálním území Oldřichov u Písku o rozloze 2,78 km².

## Historie
První písemná zmínka o vesnici pochází z roku 1387.

## Obyvatelstvo
| Rok            | 1869 | 1880 | 1890 | 1900 | 1910 | 1921 | 1930 | 1950 | 1961 | 1970 | 1980 | 1991 | 2001 | 2011 | 2021 |
| -------------- | ---- | ---- | ---- | ---- | ---- | ---- | ---- | ---- | ---- | ---- | ---- | ---- | ---- | ---- | ---- |
| Počet obyvatel | 146  | 147  | 163  | 150  | 148  | 149  | 187  | 151  | 136  | 96   | 75   | 66   | 69   | 108  | 252  |
| Počet domů     | 25   | 28   | 28   | 28   | 32   | 30   | 40   | 41   | 39   | 41   | 34   | 35   | 42   | 58   | 99   |

## Obecní správa
Při sčítání lidu v letech 1850–1962 Oldřichov byl osadou obce Mladotice v okrese Písek. Od roku 1963 je opět částí obce Dobev v okrese Písek.

## Pamětihodnosti
- Výklenková kaple zasvěcená svatému Janu Nepomuckému z první poloviny 18. století se nachází na okraji vesnice u křižovatek cest do Písku.[8]
- Kaple na návsi je zasvěcena Panně Marii a je z roku 1869.[9]
- Před kaplí se nachází kříž.
- Vedle návesní kaple se nalézá pomník padlým v první světové válce.

## Galerie

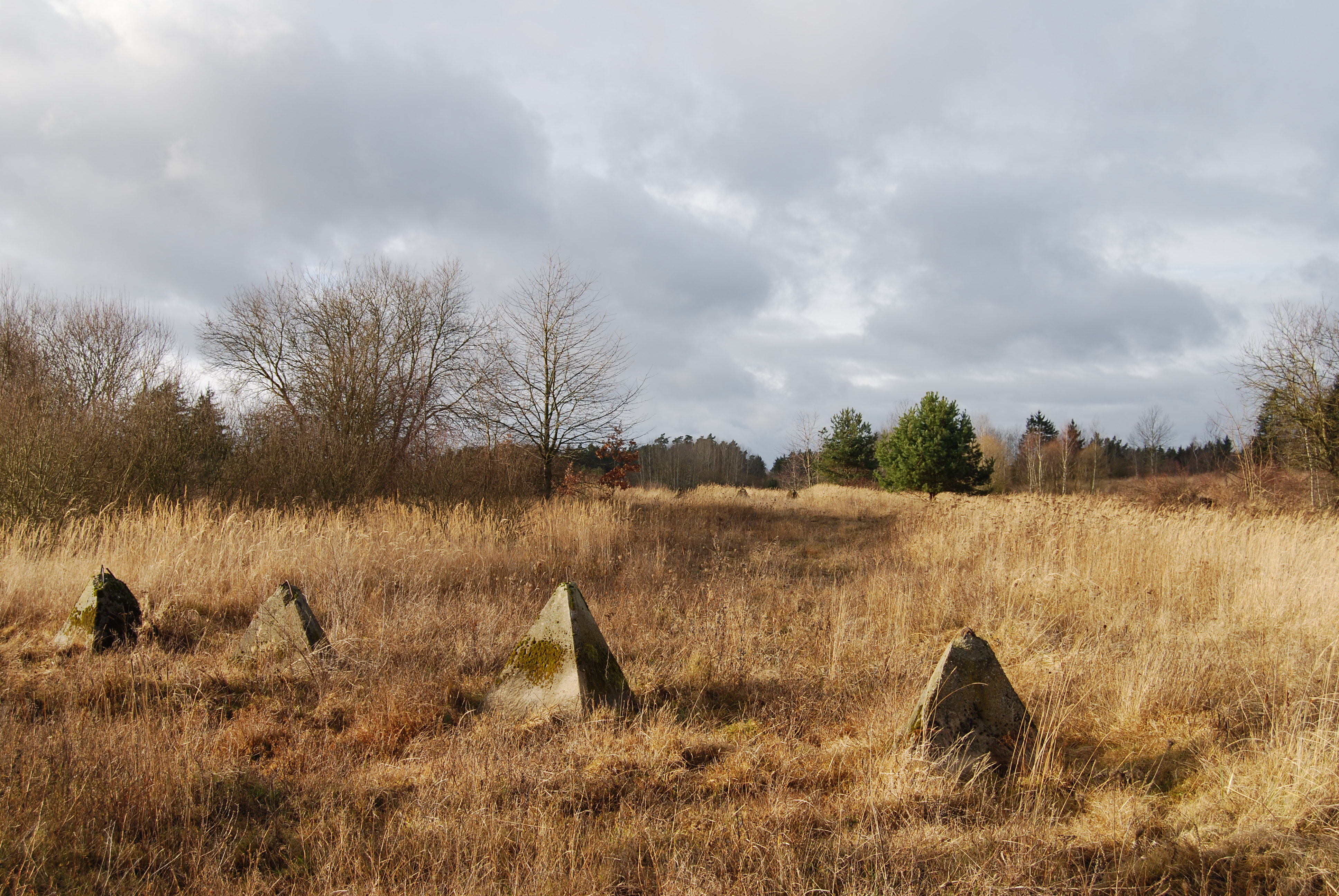
Bývalý vojenský prostor
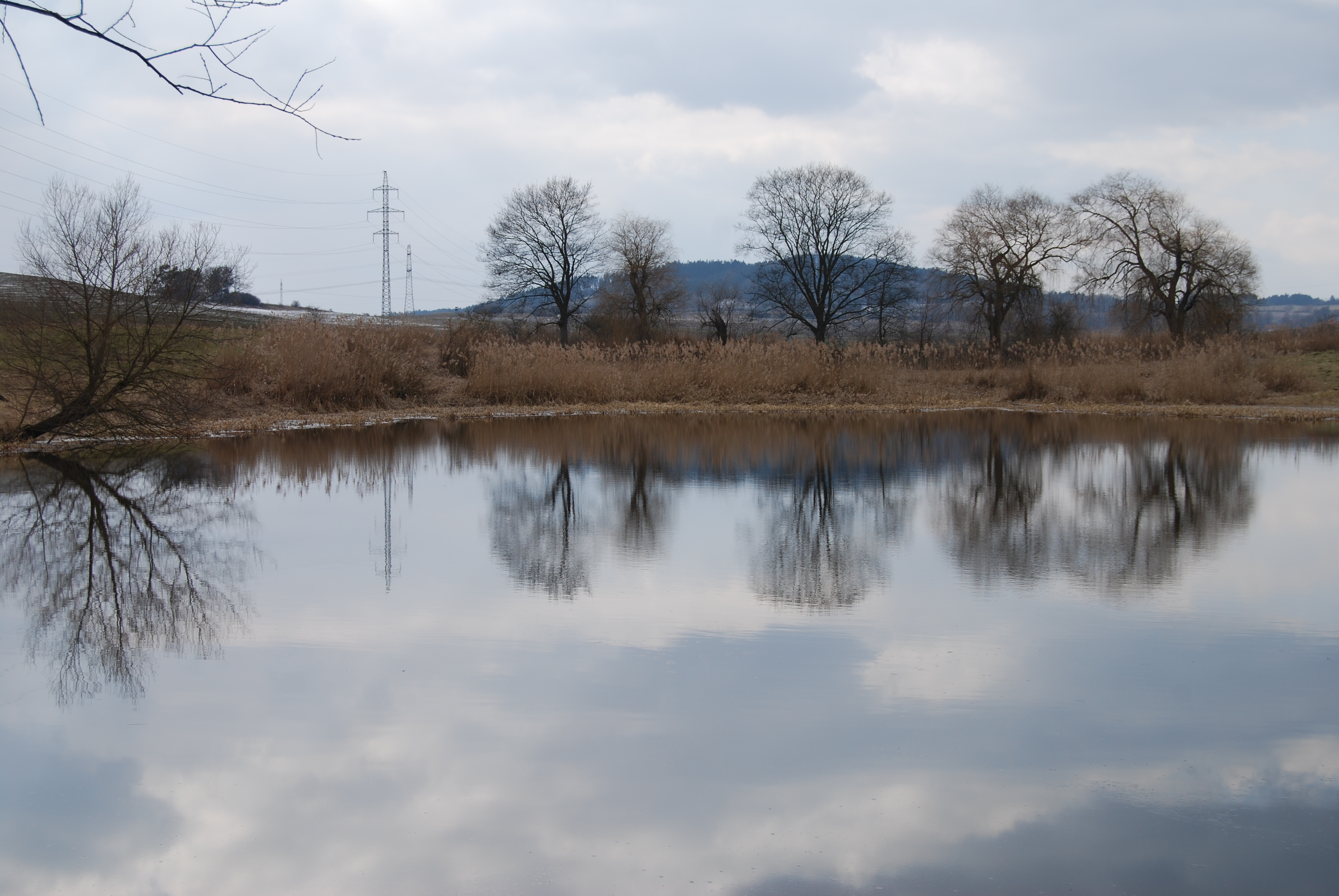
Horní Sirotčí rybník
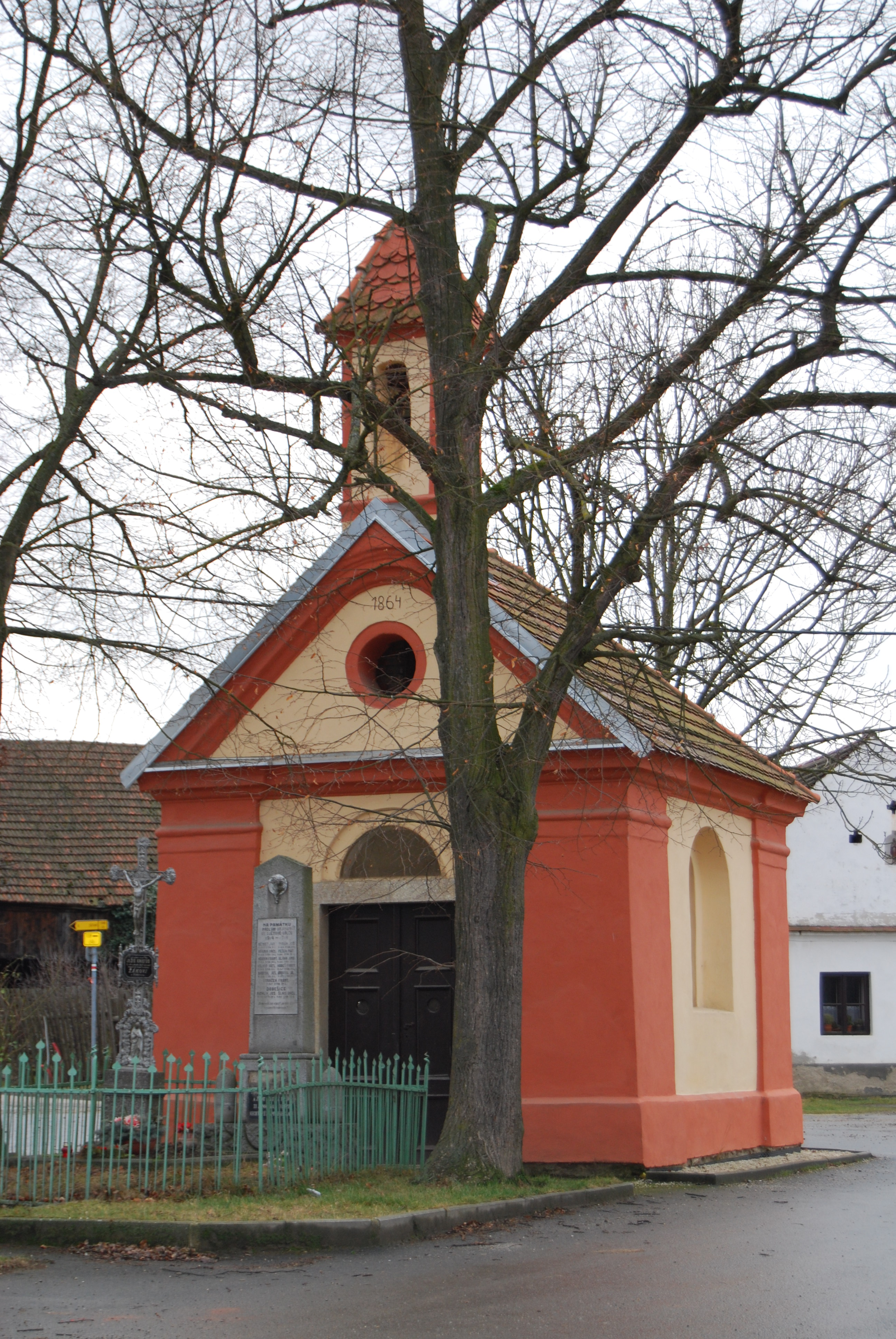
Návesní kaple Panny Marie
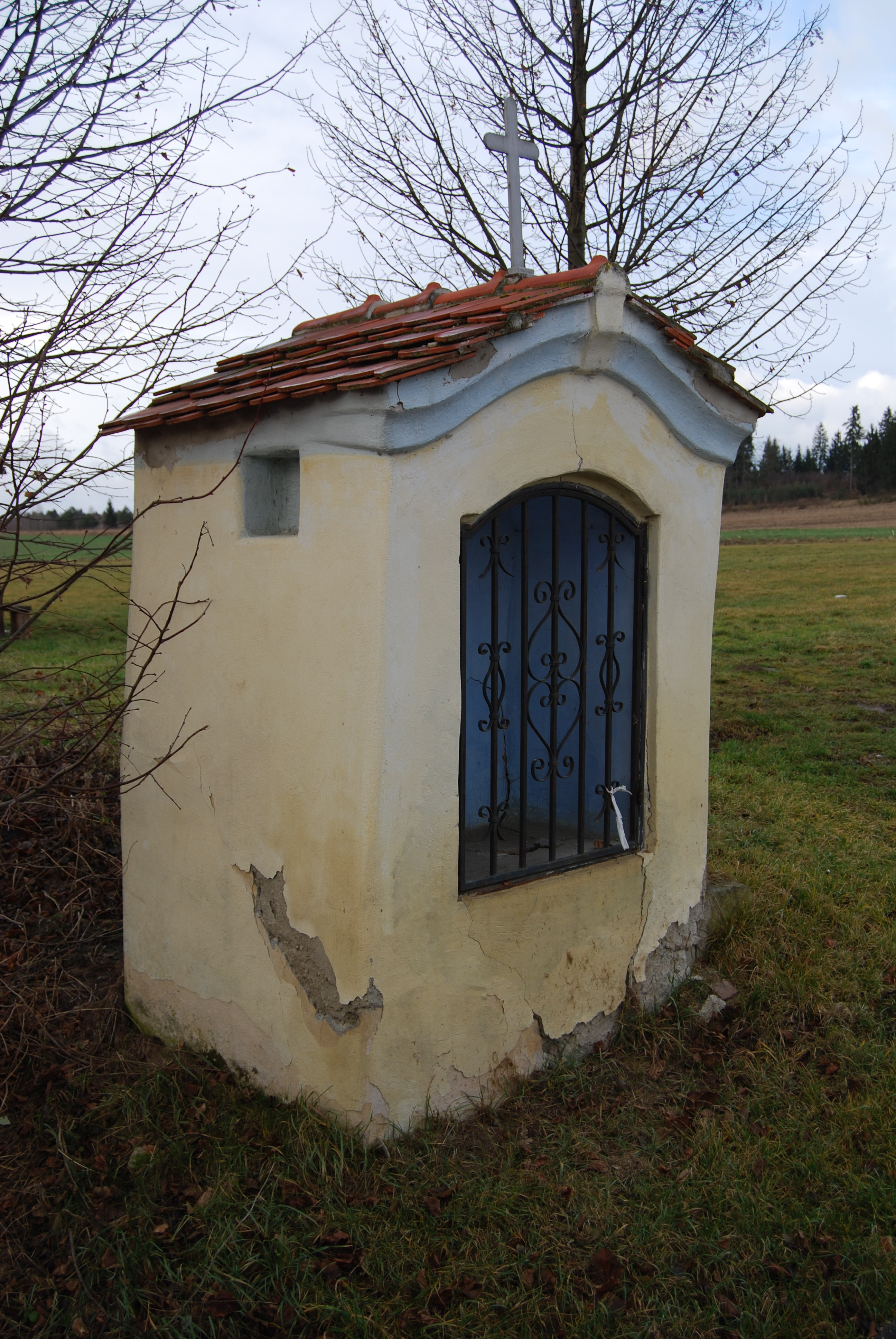
Kaple svatého Jana Nepomuckého